# Bürgermeisterei Kanzem
Die Bürgermeisterei Kanzem (amtlich:  Bürgermeisterei Canzem) war eine von ursprünglich zwölf preußischen Bürgermeistereien, in die sich der 1816 neu gebildete Kreis Saarburg im Regierungsbezirk Trier verwaltungsmäßig gliederte. Von 1822 an gehörte sie zur Rheinprovinz. Der Verwaltung der Bürgermeisterei unterstanden fünf Gemeinden. Der Verwaltungssitz war zunächst im namensgebenden Ort Kanzem, ab 1824 wurde die Bürgermeisterei in Personalunion zusammen mit der Bürgermeisterei Nittel von Tawern aus verwaltet. Zum 1. Januar 1879 wurden beide zur neuen Bürgermeisterei Tawern zusammengelegt.

## Gemeinden und zugehörige Wohnplätze
Zur Bürgermeisterei Kanzem gehörten folgende Gemeinden (Einwohnerzahlen Stand 1843):
- Fellerich mit der Fellericher Mühle (42 Häuser, 281 Einwohner)
- Kanzem (Canzem; 57 Häuser, 340 Einwohner)
- Tawern mit der Obersten und der Untersten Mausmühle (124 Häuser, 742 Einwohner)
- Wawern mit einem Forsthaus (54 Häuser, 386 Einwohner)
- Wiltingen mit den Wohnplätzen Fischbühl, Rauhaushof und Scharzhof (136 Häuser, 729 Einwohner)

## Geschichte
Die Orte Tawern und Wawern gehörten bis zum Ende des 18. Jahrhunderts zum Amt Saarburg im Kurfürstentum Trier, Kanzem und Wiltingen zur luxemburgischen Herrschaft Wiltingen (Quartier Grevenmacher) und Fellerich zur luxemburgischen Propstei Grevenmacher.
Nach dem Jahr 1792 hatten französische Revolutionstruppen die Region besetzt in das französische Staatsgebiet eingegliedert. Bei der Einführung der damals neuen französischen Verwaltungsstruktur wurden die zuvor luxemburgischen Ortschaften 1795 dem Kanton Grevenmacher des Departments der Wälder die kurtrierischen 1798 dem Kanton Saarburg des Departments der Saar zugeordnet. Infolge der sogenannten Befreiungskriege wurde die Region 1814 zunächst einer österreichisch-bayerischen Verwaltung unterstellt und die drei zuvor luxemburgischen Orte vorläufig dem Kanton Konz im Departement der Saar zugeordnet. Dieser wurde anders als das übrige Gebiet des Linken Rheinufers auf dem Wiener Kongress (1815) zunächst Österreich zugeteilt. Im Zweiten Pariser Frieden trat Österreich mit Wirkung vom 1. Juli 1816 das Gebiet an das Königreich Preußen ab.
Unter der preußischen Verwaltung wurden im Jahr 1816 Regierungsbezirke und Kreise neu gebildet, die Bürgermeisterei Kanzem gehörte zum Kreis Saarburg im Regierungsbezirk Trier und ab 1822 zur Rheinprovinz.
Zum 1. Januar 1879 wurden die schon von 1824 an in Personalunion verwalteten Bürgermeistereien Kanzem und Nittel aufgelöst und die Gemeinden der neuen Bürgermeisterei Tawern zugeordnet.
Alle Orte gehören heute verwaltungsmäßig zur Verbandsgemeinde Konz im Landkreis Trier-Saarburg in Rheinland-Pfalz.

## Statistik
Nach einer „Topographisch-Statistischen Beschreibung der Königlich Preußischen Rheinprovinzen“ aus dem Jahr 1830 gehörten zur Bürgermeisterei Kanzem fünf Dörfer, drei Höfe, sieben einzeln stehende Häuser und drei Mühlen. Im Jahr 1816 wurden insgesamt 1.601 Einwohner in 293 Haushalten gezählt, 1828 waren es 1.960 Einwohner, davon gehörten 1.901 dem katholischen und 59 dem evangelischen Glauben an.